# Kubatbek Boronow
Kubatbek Ajyłczyjewicz Boronow (kirg. Кубатбек Айылчыевич Боронов, ur. 15 grudnia 1964 we wsi Zerger w rejonie Özgön) – kirgiski polityk, premier Kirgistanu od 17 czerwca do 8 października 2020.

## Życiorys
Od 24 grudnia 2011 do 20 kwietnia 2018 pełnił urząd ministra ds. sytuacji nadzwyczajnych. Następnie objął posadę pierwszego wicepremiera Kirgistanu.
W związku z toczącym się postępowaniem wokół nielegalnej sprzedaży częstotliwości radiowych i dymisją zamieszanego w sprawę premiera Muchammedkałyja Abyłgazijewa 15 czerwca 2020 Boronow został dwa dni później desygnowany na pełniącego obowiązki premiera. Tego samego dnia, 17 czerwca 2020, Rada Najwyższa Kirgistanu zatwierdziła kandydaturę Boronowa na urząd premiera Kirgistanu; jego kandydaturę miało poprzeć 113 posłów przy sprzeciwie 3 w 120 osobowym parlamencie (wg innego źródła 105 posłów poparło formowany przez niego gabinet, dwóch było przeciwnych, nikt się nie wstrzymał). Następnego dnia na stanowisko powołał go prezydent Sooronbaj Dżeenbekow. 6 października 2020 pod presją trwających protestów Boronow złożył rezygnację ze sprawowania funkcji premiera. Została ona przyjęta przez Dżeenbekowa 8 października.